# Feuer und Bewegung

Schematische Darstellung der Taktik Feuer und Bewegung.

Mit dem Ausdruck Feuer und Bewegung wird der militärische Gefechtsdienst von Teileinheiten bezeichnet,  unterhalb der Taktik eines Gefechtsverbandes. Die erstmalige Benutzung des Ausdrucks ist nicht nachgewiesen. Ernst Jünger veröffentlichte bereits 1930 ein Essay mit diesem Titel. Die Beachtung und Anwendung des Prinzips lässt sich jedoch bis ins Altertum nachweisen. Die erste ausführliche Darstellung findet sich im Strategikon des Maurikios.

## Grundgedanke, Funktionsweise
Dem Prinzip liegt die Überlegung der Sturmbataillone zugrunde, dass jede Bewegung eigener Truppen durch Feuer überwacht wird und idealerweise jedes eigene Feuer durch eigene Bewegung genutzt wird. Feuer steht dabei für möglichst gezielte Schüsse aus eigenen Waffen auf Feindkräfte, die eigene Kräfte in der Bewegung behindern oder gefährden. Durch das Feuer soll der Feind in Deckung gezwungen („niedergehalten“) und dadurch davon abgehalten werden, selbst beobachtetes Feuer abzugeben. Die Richtung der Bewegung spielt keine Rolle. Das Prinzip kann sowohl im Angriff, als auch beim Ausweichen und sogar in der Verteidigung angewendet werden.
- Eigene Truppen rücken im Angriff hinter dem Schleier eigenen Artilleriefeuers auf die Stellungen des Gegners vor (Sperrfeuer). Ab der festgelegten Feuerkoordinierungslinie (fire support coordination line FSCL) wird das Artilleriefeuer nach vorne verlegt, um nicht die eigenen Truppen zu gefährden. Danach bleiben Teileinheiten mit MG, Panzerfaust und Granatpistole als Deckungsgruppe stehen und überwachen das weitere Vorgehen der übrigen Teileinheiten (Sturmgruppe) durch Feuer auf erkannten Feind. Je nach Auftrag können die überwachenden Teileinheiten unregelmäßig weiter feuern, um den Feind niederzuhalten, oder beschießen erkannten Feind. Die vorgehende Teileinheiten gehen bei Erreichen der halben Reichweite der Überwachungstruppen selbst in Stellung und sichern deren Nachziehen durch Feuer.
- In der Verzögerung verfahren die ausweichenden Truppen umgekehrt. Die vorne stehende Truppe sichert das Ausweichen eigener Teileinheiten, welche danach das Ausweichen der vorderen Truppe durch Feuer überwachen.
- In der Verteidigung halten die Teileinheiten den Feind durch Feuer nieder. Einheiten oder Teileinheiten beziehen eine neue Wechselstellung nur auf Befehl des jeweiligen Truppenführers.

Das Prinzip wird auch auf der Ebene einer Teileinheit im Angriff angewandt – die Deckungsgruppe hält den Feind durch Feuer nieder, während die Sturmgruppe aus der Deckung angreift.
Bei der Belagerung einer Festung wurden bereits im Altertum die Besatzungen der Türme und Mauerkronen durch Pfeilhagel niedergehalten, um eigenen Truppen die Annäherung an die Stadtmauer zu ermöglichen. Distanzwaffen halten den Feind nieder, um eigene Bewegungen zu decken.
Der Merksatz für den Feuerkampf ist „keine Bewegung ohne Feuer, kein Feuer ohne Bewegung“.
Weitere Begriffe im Zusammenhang mit Feuer und Bewegung sind:
- Überschlagendes Vorgehen / Ausweichen unter Deckungsfeuer
- Raupenartiges Vorgehen
- Kreuzfeuer
- Ausweichschießen
- Lösen vom Feind